# Luka Maisuradze
Luka Maisuradze est un judoka géorgien né le 30 janvier 1998 qui a notamment remporté les Championnats du monde et les Championnats d'Europe dans la catégorie des moins de 90 kg, poids moyens.

## Palmarès

### Compétitions internationales
| Année | Compétition                                        | Lieu          | Résultat | Catégorie      |
| ----- | -------------------------------------------------- | ------------- | -------- | -------------- |
| 2019  | Jeux européens                                     | Minsk         | 3e       | moins de 81 kg |
| 2019  | Championnats du monde                              | Tokyo         | 3e       | moins de 81 kg |
| 2020  | Championnats d'Europe                              | Prague        | 3e       | moins de 81 kg |
| 2022  | Championnats d'Europe                              | Sofia         | 1er      | moins de 90 kg |
| 2022  | Championnats du monde                              | Tachkent      | 3e       | moins de 90 kg |
| 2023  | Championnats du monde                              | Doha          | 1er      | moins de 90 kg |
| 2023  | Jeux européens (Championnats d'Europe par équipes) | Krynica-Zdrój | 1er      | Par équipes    |